# Mikroregion Afonso Cláudio

Mikroregion Afonso Cláudio

Mikroregion Afonso Cláudio – mikroregion w brazylijskim stanie Espírito Santo należący do mezoregionu Central Espírito-Santense. Ma powierzchnię 3.829,5 km²

## Gminy
- Afonso Cláudio
- Brejetuba
- Conceição do Castelo
- Domingos Martins
- Laranja da Terra
- Marechal Floriano
- Venda Nova do Imigrante